# Charles Hallahan
Pour les articles homonymes, voir Hallahan.
Charles Hallahan, né le 29 juillet 1943 à Philadelphie, en Pennsylvanie, aux (États-Unis), et mort le 25 novembre 1997 à Los Angeles, en Californie, aux (États-Unis), est un acteur américano-irlandais.

## Biographie
Diplômé de Rutgers University, Charles Hallahan entre à Temple University afin d'obtenir une Maîtrise en Beaux-arts. Au cours de sa carrière d'acteur, il incarne souvent des officiers de police, notamment dans la série télévisée Rick Hunter. Il joue Paul Dreyfus dans le film Le Pic de Dante.
L'un de ses rôles les plus célèbres est celui du géologue Norris dans le film de John Carpenter The Thing,.
En 1997, Charles Hallahan meurt d'une crise cardiaque à Los Angeles, (Californie, États-Unis).
Il est enterré dans le port de Cobh, dans le sud de l'Irlande.

## Filmographie

### Longs métrages
- 1979 : Morsures (Nightwing) d'Arthur Hiller : Henry
- 1979 : Going in Style : Pete
- 1980 : L'Impossible Témoin : Dixon
- 1982 : The Thing : Norris
- 1983 : La Quatrième Dimension : Ray
- 1983 : La Nuit des juges : l'officier Pickett (non crédité)
- 1983 : Second Chance : le prêtre (non crédité)
- 1983 : Le Mystère Silkwood : Earl Leapin
- 1984 : Kidco : Richard Cessna
- 1985 : Vision Quest : l'entraîneur
- 1985 : Pale Rider, le cavalier solitaire : McGill
- 1987 : Le Bras de fer (P.K. and the Kid) de Lou Lombardo : Bazooka
- 1987 : Beauté fatale :  Getz
- 1989 : Coupable Ressemblance : Vincent Dennehy
- 1993 : Body : Dr McCurdy
- 1993 : Warlock: The Armageddon : Ted Ellison
- 1993 : Président d'un jour : le policier de la route
- 1996 : Ultime Décision : le général Sarlow
- 1996 : Le Fan : Coop
- 1996 : Sombres Soupçons : l'inspecteur Dan Fredricks
- 1997 : Le Pic de Dante : Paul Dreyfus
- 1997 : Les Aventures de l'escamoteur : Angus

### Téléfilm
- 1991 : Détective Philippe Lovecraft : l'inspecteur Morris Bradbury

### Séries télévisées
- 1977 : Happy Days : l'officier embusqué (saison 5 épisode 5)
- 1977 : Hawaï police d'État : Larry Kent (saison 10 épisode 8)
- 1978 : Dallas : Harry Ritlin (saison 2 épisode 6)
- 1980 : Pour l'amour du risque : Coach Warren Sanford (saison 1 épisode 13)
- 1981 : MASH : Colin Turnbull (saison 9 épisode 9)
- 1985 : Equalizer : George Cook (saison 1 épisode 13)
- 1986-1991 : Rick Hunter : le capitaine Charles Devane
- 1993 : New York, police judiciaire : le capitaine Tom O'Hara (saison 3 épisode 21)
- 1994 : Dingue de toi : 'Sloopy' Dunbar (saison 3 épisode 5)
- 1994 : Arabesque : Barry Noble (saison 11 épisode 6)
- 1995 : JAG : le général Thomas Williams (saison 1 épisode 4)
- 1997 : New York Police Blues : Earl Dawkins (saison 4 épisode 16)